# Andrejs Mamikins
Andrejs Mamikins (rus: Андрей Мамыкин, Leningrad, 11 de març de 1976) és un polític i periodista letó, diputat europeu des de 2014.
Nascut a Leningrad, llavors a la Unió Soviètica, Mamikins es va traslladar a Riga amb els seus pares poc després de néixer. A les eleccions al Parlament Europeu va ser escollir diputat pel Partit Socialdemòcrata «Harmonia». Tot i ser el quart de la llista d'«Harmonia», va ser escollit preferentment a la llista pels electors letons. Forma part del grup europeu Aliança Progressista de Socialistes i Demòcrates.
Abans de la seva elecció com a eurodiputat, Mamikins va dedicar-se al periodisme en diversos diaris, ràdios i televisions russòfones letones. Va presentar a TV5 Latvia, de Viasat, i REN TV Baltic. Va estudiar llengua i literatura russa, es va graduar per la Facultat d'Humanitats de la Universitat de Letònia, i el 2010 va completar un màster en filologia per la mateixa universitat.